# Palacio de los Fernández de Mesa (Córdoba)
El palacio de los Fernández de Mesa, también conocido como palacio de las Quemadas, es una casa-palacio ubicado en Córdoba (España). Declarado Bien de Interés Cultural, fue construido en el siglo XVII, sufrió pequeñas reformas a finales del siglo XX para adaptarlo a su uso como Escuela Superior de Arte Dramático y Danza. Esta casa solariega fue residencia de la familia Fernández de Mesa y de los condes de las Quemadas, de ahí sus denominaciones.

## Arquitectura
Al exterior destaca la portada, articulada en dos cuerpos. El cuerpo inferior está ocupado por una puerta adintelada, flanqueada por columnas y pilastras que soportan un entablamento clásico y un frontón curvo roto por el segundo cuerpo, presidido por el escudo de la familia Fernández de Mesa. El patio principal es de planta trapezoidal con dos galerías de columnas.
La plazoleta que da al exterior fue realizada para enfatizar la portada y para recibir a los carruajes hasta la misma puerta de la vivienda.